# العلاقات الوسط إفريقية الميكرونيسية
العلاقات الوسط أفريقية الميكرونيسية هي العلاقات الثنائية التي تجمع بين جمهورية أفريقيا الوسطى وولايات ميكرونيسيا المتحدة.

## مقارنة بين البلدين
هذه مقارنة عامة ومرجعية للدولتين:
| وجه المقارنة                                              | جمهورية أفريقيا الوسطى      | ولايات ميكرونيسيا المتحدة |
| --------------------------------------------------------- | --------------------------- | ------------------------- |
| المساحة (كم2)                                             | 622.98 ألف                  | 702                       |
| عدد السكان (نسمة)                                         | 4.66 مليون                  | 105.54 ألف                |
| الكثافة السكانية (ن./كم²)                                 | 7.48                        | 15.03 ألف                 |
| العاصمة                                                   | بانغي                       | باليكير                   |
| اللغة الرسمية                                             | لغة فرنسية، اللغة السانغوية | لغة إنجليزية              |
| العملة                                                    | فرنك وسط أفريقي             | دولار أمريكي              |
| الناتج المحلي الإجمالي (بليون دولار)                      | 1.95 مليار                  | 336.43 مليون              |
| الناتج المحلي الإجمالي (تعادل القوة الشرائية) بليون دولار | 3.03 مليار                  | 365.27 مليون              |
| الناتج المحلي الإجمالي الاسمي للفرد دولار أمريكي          | 323                         | 3.02 ألف                  |
| الناتج المحلي الإجمالي للفرد دولار أمريكي                 | 594                         |                           |
| مؤشر التنمية البشرية                                      | 0.350                       | 0.640                     |
| رمز المكالمات الدولي                                      | +236                        | +691                      |
| رمز الإنترنت                                              | .cf                         | .fm                       |
| المنطقة الزمنية                                           | ت ع م+01:00                 |                           |

## منظمات دولية مشتركة
يشترك البلدان في عضوية مجموعة من المنظمات الدولية، منها:
| علم المنظمة | اسم المنظمة                                 | تاريخ انضمام جمهورية أفريقيا الوسطى | تاريخ انضمام ولايات ميكرونيسيا المتحدة |
| ----------- | ------------------------------------------- | ----------------------------------- | -------------------------------------- |
|             | مؤسسة التنمية الدولية                       | 27 أغسطس 1963                       | 24 يونيو 1993                          |
|             | يونسكو                                      | 11 نوفمبر 1960                      | 19 أكتوبر 1999                         |
|             | وكالة ضمان الاستثمار متعدد الأطراف          | 8 سبتمبر 2000                       | 11 أغسطس 1993                          |
|             | الأمم المتحدة                               | 20 سبتمبر 1960                      | 17 سبتمبر 1991                         |
|             | مجموعة دول أفريقيا والكاريبي والمحيط الهادئ | ?                                   | ?                                      |
|             | البنك الدولي للإنشاء والتعمير               | 10 يوليو 1963                       | 24 يونيو 1993                          |
|             | الاتحاد الدولي للاتصالات                    | 2 ديسمبر 1960                       | 18 مارس 1993                           |
|             | منظمة حظر الأسلحة الكيميائية                | ?                                   | ?                                      |
|             | مؤسسة التمويل الدولية                       | 1 أبريل 1991                        | 24 يونيو 1993                          |
|             | المركز الدولي لتسوية المنازعات الاستشارية   | 14 أكتوبر 1966                      | 24 يوليو 1993                          |